# Baba (Göttin)
Baba (auch Ba’u genannt; ba-u2, wobei das Zeichen u2 auch als ba6 gelesen werden kann) ist eine sumerische Muttergottheit und Stadtgöttin von Lagaš und Girsu. Sie war die Tochter von Gatumdu und damit Enkelin des höchsten Gottes des sumerischen Pantheons, An, der zum Teil auch als ihr Vater gilt. Ihr Mann war der Staatsgott von Lagaš, Ningirsu. Beide haben sieben Töchter.
Ursprünglich war Baba wohl eine lokale Muttergottheit. Sie wurde vor allem in Lagaš verehrt, aber auch in Ur befand sich ein großer Tempel. Manchmal wird sie „Herrin des Überflusses“ genannt. Später wurde sie mit den Göttinnen Gula und Nin’insina gleichgesetzt und weit über die Grenzen Lagaschs als Heilgottheit verehrt. Sie gilt manchmal als Gattin von Ninurta.